# Trișorești
Trișorești falu Romániában, Erdélyben, Fehér megyében. Közigazgatásilag Bisztra községhez tartozik.

## Fekvése
A Mócvidéken, Bisztra közelében, Dealu Muntelui mellett fekvő település.

## Története
Trişoreşti korábban Dealu Muntelui része volt. 1956 körül vált külön településsé 183 lakossal.
1966-ban 163, 1977-ben 153, 1992.ben 154, 2002-ben pedig 105 román lakosa volt.